# Walter Lang (Musiker, 1961)

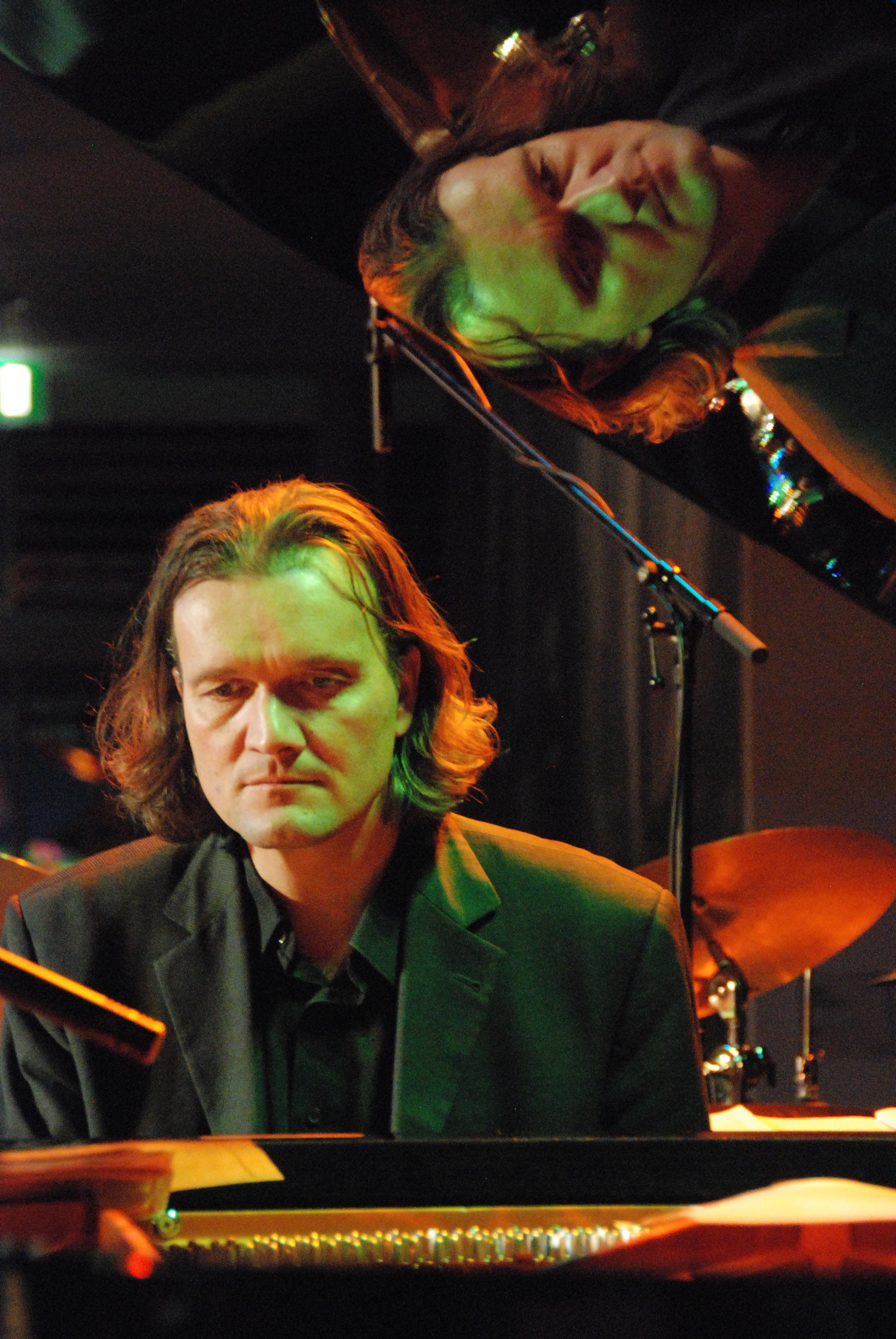
Walter Lang, vor 2011

Walter Lang (* 13. Mai 1961 in Schwäbisch Gmünd; † 16. Dezember 2021) war ein deutscher Pianist. Er spielte im Rick-Hollander-Quartett und im Walter Lang Trio sowie im Trio ELF.

## Leben und Wirken
Lang stammte aus einer musikalischen Familie. Bereits sein Vater und Großvater spielten Akkordeon und Klavier. Seine Hinwendung zum Jazz war von Keith Jarrett inspiriert. Er studierte Jazzpiano und Komposition an der Berklee School of Music in Boston. Aufgrund der hohen Kosten konnte er die von ihm als ideal empfundenen Studienbedingungen dort nicht fortsetzen und machte seinen Abschluss stattdessen an der Amsterdam University of the Arts.
1988 war Walter Lang Mitbegründer des renommierten und international sehr erfolgreichen Rick Hollander Quartetts. Das Quartett gewann 1990 in Belgien den „Europ’ Jazz Contest“ in Hoeilaart und veröffentlichte zahlreiche Alben.

### Walter Lang Trio
Ab 1999 leitete er das Walter Lang Trio. Bis 2007 spielte Nicolas Thys am Bass und Rick Hollander am Schlagzeug. Zu ihren Veröffentlichungen zählen z. B. Walter Lang Trio Plays Charles Chaplin (1999), Across the Universe (2002), Lotus Blossom (2003) und Softly As in a Morning Sunrise (2005). Das japanische Jazzmagazin Swing Journal verlieh der CD The Sound of a Rainbow (2005) den „Best Sounding CD Award“ und der CD Romantische Straße den „Gold Disc Award“. Das Trio ging insbesondere in Japan auf Tourneen.
Im Jahre 2008 wurde das Walter Lang Trio neu formiert: Thomas Markusson aus dem schwedischen Göteborg spielt Kontrabass, neuer Schlagzeuger wurde Sebastian Merk aus Berlin. Insgesamt fünf CDs haben sie in dieser Besetzung veröffentlicht. 2018 ersetzte Magnus Öström Sebastian Merk.

### Trio ELF
2005 gründete er Trio ELF zusammen mit Gerwin Eisenhauer am Schlagzeug und Sven Faller am Kontrabass;  ELF leitet sich von den Anfangsbuchstaben der Musikernamen ab. Ausgangspunkt für den Sound des Trios war die Auseinandersetzung unter Livebedingungen mit Dancefloor-Rave-DJs. Ihre erste CD ELF wurde 2006 durch Enja Records veröffentlicht und war ein großer Erfolg. Im September 2008 erschien ein weiteres Album dieses Trios, 746. „Elfland“, das den Sänger Milton Nascimento featured, das erste Live-Album Amsterdam, das Remix-Album RMXD und das erste Album mit dem neuen Bassisten Peter Cudek, Musicboxmusic, folgten. Das Trio ELF trat auch mehrmals gemeinsam mit Bigbands auf, so 2010 in Würzburg mit dem Würzburg Jazz Orchestra und 2013 mit dem Markus Geiselhart Orchestra. Im Mai 2018 erschien The Brazilian Album mit dem Perkussionisten Marco Lobo.

### Weitere Projekte
Langs letzte Projekte waren neben Trio ELF und dem Walter Lang Trio sein Worldmusic Projekt WPE (World Percussion Ensemble), Daktarimba (zusammen mit Njamy Sitson und Wolfgang Lackerschmid) und das Shin’ya Fukumori Trio. 
Lang trat im Duo und im Quartett mit dem Saxofonisten Lee Konitz auf. Zudem spielte er mit weiteren Musikern wie James Moody, Chico Freeman, Don Menza, Lisa Wahlandt, Stefanie Schlesinger, Jenny Evans, Harald Rüschenbaum, Jason Seizer, Johannes Herrlich, Thomas Faist, Beate Kittsteiner, Philipp Weiss, Paula Morelenbaum, Michael Hornstein und Dusko Goykovich.
Im Januar 2013 erschien Langs erstes Buch mit dem Titel Elf Impressionen für Klavier im music boox Verlag. Dabei handelt es sich um 11 Kompositionen, die von Lang speziell für Solo-Piano arrangiert wurden. Er war außerdem Dozent für Klavier am music college Regensburg und Dozent für Rhythmusgruppe beim Landes-Jugendjazzorchester Bayern.
Walter Lang erlag im Dezember 2021 im Alter von 60 Jahren den Folgen einer schweren Krankheit.

## Diskografische Hinweise
- Walter Lang Trio Plays Charlie Chaplin. PJ Records 1999
- Lotus Blossom.Pirouet Records 2003
- Walter Lang Trio. Softly As in a Morning Sunrise. Nagel-Heyer Records, 2005
- Trio ELF: Elf. Enja Records 2006
- Baroque Jazz Trio: Jazz Meets Baroque 2006. Birdland Records 2006
- Walter Lang Quintett: The Art of Romanticism. 1 Nagel-Heyer Records 2007
- Walter Lang Trio: Romantische Straße. M & I Records 2007
- Walter Lang & Lee Konitz: Ashiya. Pirouet Records 2007
- Trio ELF: 746. Enja Records 2008
- Walter Lang Trio: Best Master Qualities. M & I Records 2009
- Walter Lang Trio: Eurasia. M & I Records 2009
- Trio ELF: Elfland. Enja Records 2010
- Walter Lang Trio: Starlight Reflections. Atelier Sawano 2013
- Philipp Weiss & Walter Lang: PWL. Enja Records 2014
- Daktarimba: D‘Afrique. Hip Jazz 2015
- Walter Lang Trio: Moonlight Echoes. Atelier Sawano 2015
- Walter Lang Trio Full Circle Atelier Sawano, 2016
- Trio ELF: Musicboxmusic. Enja Records 2016
- Trio ELF & Marco Lobo: The Brazilian Album. Enja Records 2018
- Walter Lang Trio: Translucent Red. Atelier Sawano 2018
- Walter Lang Trio: Pure. Atelier Sawano 2019
- Walter Lang Trio: Tens. Enja Records 2020[2]
- Philipp Schiepek & Walter Lang: Cathedral. ACT 2021[9]
- Trio ELF: Fram. Enja Records 2021

## Publikationen
- Elf Impressionen für Klavier, Walter Lang, music boox Verlag, Neutraubling, 2013, ISBN 978-3-9813350-6-4.

## Lexikalische Einträge
- Jürgen Wölfer: Jazz in Deutschland. Das Lexikon. Alle Musiker und Plattenfirmen von 1920 bis heute. Hannibal, Höfen 2008, ISBN 978-3-85445-274-4.